# سیارک ۱۷۷۷۷
سیارک ۱۷۷۷۷ (به انگلیسی: 17777 Ornicar، نامگذاری:1998FV9) هفده هزار و هفتصد و هفتاد و هفتمین سیارک کشف شده‌است که در ۲۴ مارس ۱۹۹۸ کشف شد.
قدر مطلق سیارک برابر ۱۱.۷ است.